# Heilig Hartbeeld (Hillegersberg)
Het Heilig Hartbeeld is een standbeeld in de Nederlandse plaats Hillegersberg (gemeente Rotterdam), in de provincie Zuid-Holland.

## Achtergrond
In 1925 werd in Hillegersberg de Sint-Liduinakerk gebouwd. De plaatselijke beeldhouwer Jac. Sprenkels maakte een jaar later een Heilig Hartbeeld dat werd aangeboden aan bouwpastoor G. Kuys voor het werk dat hij voor de parochie had gedaan. Het beeld werd voor de kerk geplaatst en op 31 oktober 1926 onthuld. In 1955 werd een nieuwe Liduinakerk in gebruik genomen, het beeld staat nu voor de pastorie naast de kerk.

## Beschrijving
Het beeld toont een Christusfiguur ten voeten uit, gekleed in lang gewaad en omhangen met een mantel. Hij houdt zijn beide handen naar voren gestrekt. Op zijn borst is het vlammend Heilig Hart zichtbaar, omwonden door een doornenkroon en bekroond met een kruisje. 
Het beeld staat op een hoge sokkel, waarop aan de voorzijde een plaquette is geplaatst met de tekst 

AAN KONING
JESUS
- – -
ZIJN VOLK
- – -
XXXI OCT MCMXXVI